# Сходня (станция)
Схо́дня — железнодорожная станция на главном ходу Октябрьской железной дороги (Ленинградском направлении) в городском округе Химки Московской области.
Станция входит в Московский центр организации работы железнодорожных станций ДЦС-1 Октябрьской дирекции управления движением. По основному характеру работы является промежуточной, по объёму работы отнесена к 3 классу. Название дано по бывшему городу Сходня, вошедшему в состав города Химки в 2004 году.

## О станции
На станции три пассажирских платформы, обслуживающих четыре пути, 2 из них боковые, одна — островная. Платформы соединены крытым пешеходным переходом. Боковая платформа для поездов от Москвы сдвинута в западном направлении относительно двух других, поэтому вход на мостик приходится в её середину, тогда как для двух других платформ — в торец. Платформы оборудованы турникетами. Станция Сходня появилась раньше города Химки, а лишь впоследствии, с развитием Московской агломерации Химки расширились, и Сходня стала микрорайоном. Станция действует с 1874 года. Годовой пассажиропоток в 2012 году составил 1,8 млн чел..
В апреле 2016 года станция была закрыта для выполнения грузовых операций по параграфам 1, 3, 8н, 10н Тарифного руководства № 4 со сменой кода ЕСР/АСУЖТ с 060406 на 060444.
15 марта 2019 на всех платформах станции заработала турникетная система, в тот же день заработали новые кассы, расположенные на входе на первую платформу для поездов в Москву.

## Происшествия на станции
28 июня 2019 года в 2:39 неизвестные на 619 км железной дороги вырезали 17 кабелей, отвечающих за нормативную работу сигнализации, централизации и блокировки (СЦБ), суммарной длиной более 1500 метров, что привело к нарушению графика движения и массовому сбою на главном ходу Октябрьской железной дороги. В результате было задержано 19 поездов дальнего следования отправлением из Москвы на время от 11 минут до 3 часов, 24 поезда дальнего следования прибытием в Москву на время от 6 минут до 2,5 часов, а также 6 поездов «Сапсан» на время от 19 до 51 минуты. Пригородные поезда следовали с опозданием, некоторые отправлялись с задержкой более 3 часов, 8 из них были полностью отменены, двум был сокращен маршрут следования. Работа всех устройств на станции была восстановлена в 18:08. Пассажирами было отмечено отсутствие объявлений, предупреждающих об опозданиях электричек, на станциях и остановочных пунктах.

## Фотографии

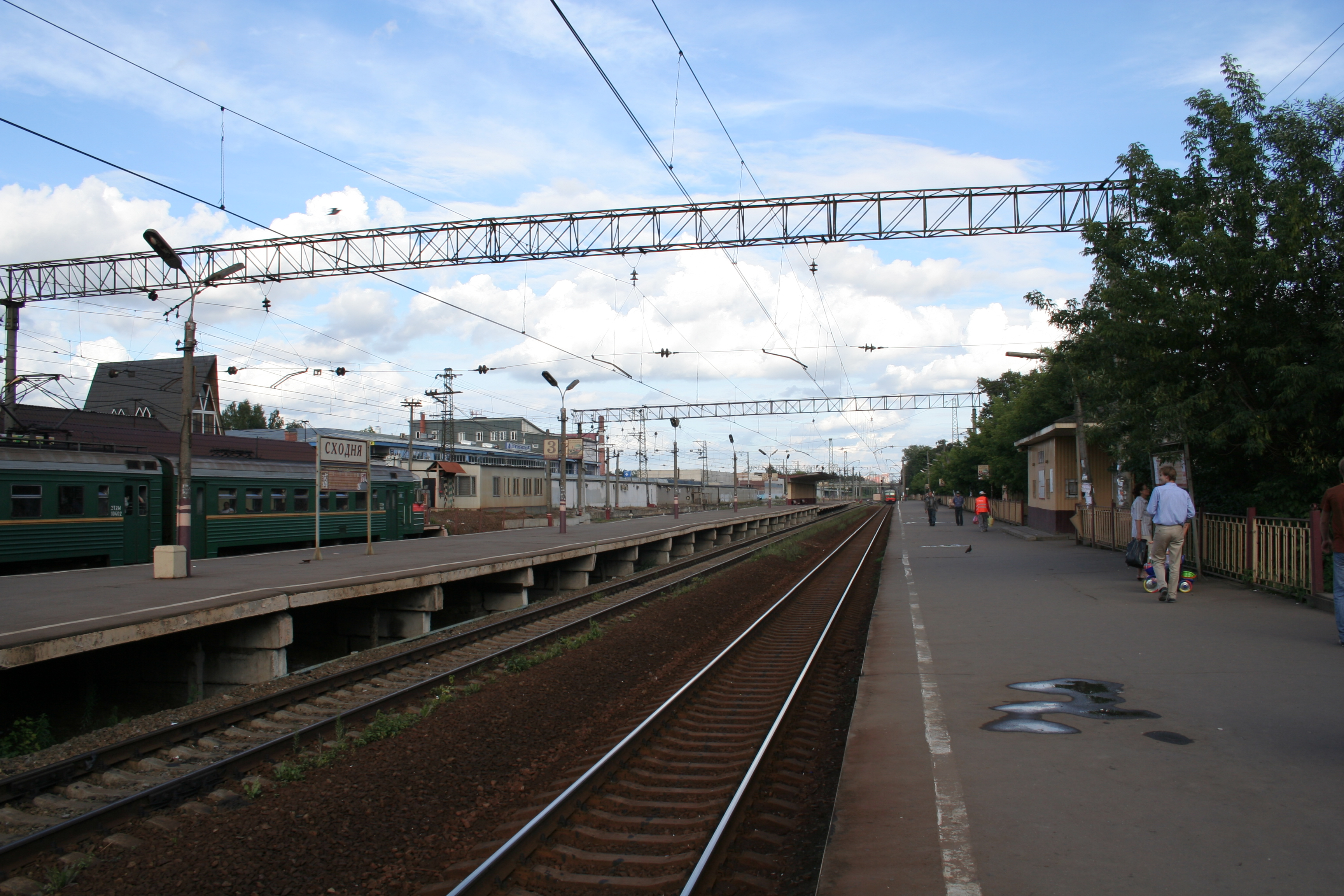
Станция Сходня в 2009 году.
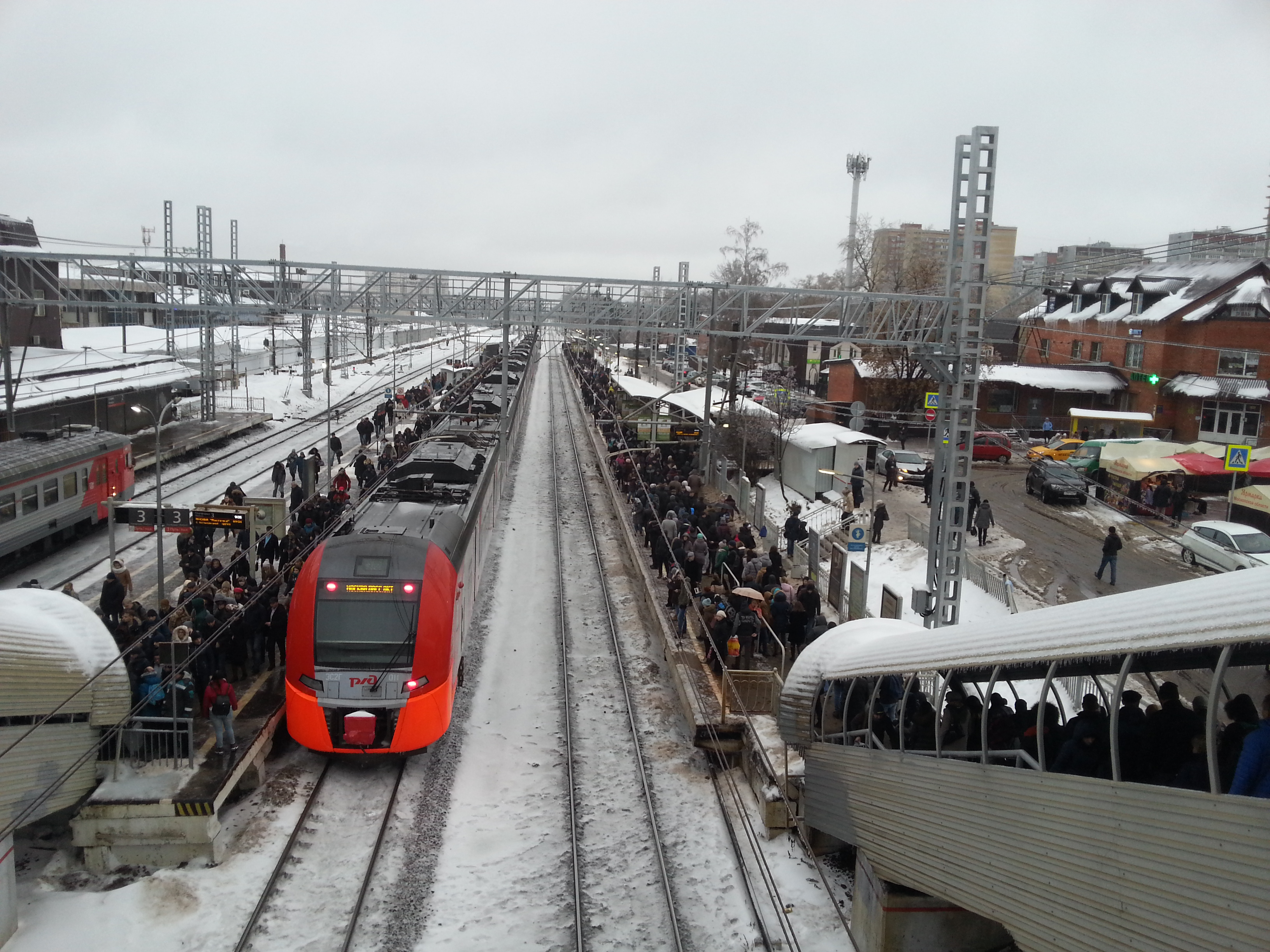
Станция Сходня в 2016 году.
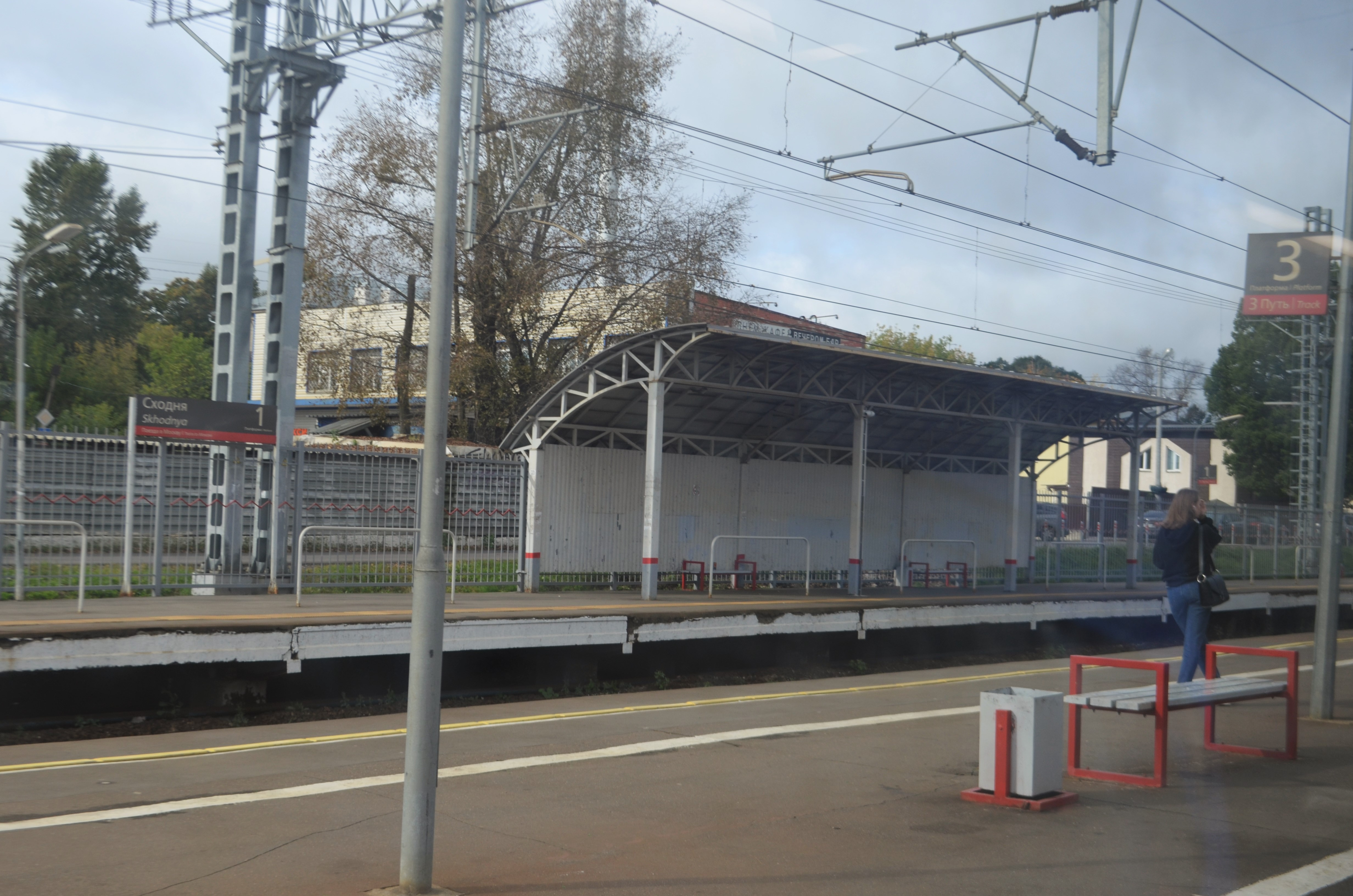
Путь № 1 на Москву в 2020 году.